# Ermita de Nuestra Señora de Regla (Pájara)
La ermita de Nuestra Señora de Regla, situada en el término municipal de Pájara, isla de Fuerteventura (Canarias, España) es un edificio de dos naves con cubiertas de teja a dos aguas, siendo más reciente la de la epístola. La capilla mayor de la virgen de Regla tiene un tirante que presenta una fecha grabada, 1687, destacando junto a la portada principal de la nave que se supone por tanto anterior a la fecha indicada.

## Historia
El obispo Dávila hace referencia en sus "Sinodales" de 1735 que "se estaba haciendo una nave más en dicha iglesia, por no ser la que tenía capaz de su feligresía, que se ha aumentado".
Cada nave tiene una sacristía adosada al muro del testero. Las dos naves están separadas con columnas de tambores de cantería sobre las que se apoyan arcos de medio punto. Las cubiertas de madera de influencia mudéjar descansan sobre solera con decoración de cordón y tirantes pareados decorados con motivos geométricos.
A los pies del templo, se alza el coro sobre columnas de madera, que recorre el ancho de ambas.
Posee amplios y elevados presbiterios que se separan de sus naves mediante arcos ojivales de diferentes dimensiones, recorridos por un baquetón desde el vértice de la clave hasta el capitel y columnillas cilíndricas que parten de una pilastra hexagonal. 
En el campanario de la Iglesia se aprecia un arco rebajado que sirve de ingreso a los restos de una bóveda de crucería, de la que sólo se conservan algunos pequeños nervios y cinco enjarjes distintos.
La portada de la nave más antigua, la del evangelio, está fabricada en cantería cobriza, siguiendo un esquema clásico. El vano de la puerta está enmarcado por un arco de medio punto. A ambos lados se sitúan sendos plintos, sobre los que descansan pares de pilastras cajeadas, con capiteles decorados con motivos vegetales. 
Sobre ellos se dispone el entablamento, en el que se localiza un Frontón Roto. Toda la portada presenta gran profusión de elementos decorativos: figuras geométricas, serpientes, soles, luna, cabezas humanas con penachos, aves, leones, etc. Mientras algunos especialistas consideran la fachada de influencia azteca, otros piensan que está vinculada a la "Nova Iconografía de Cesare Ripa".
La cercanía a Betancuria de tierras cultivables determinó la creación de otros núcleos de población, como Pájara. En 1681 los vecinos del lugar solicitan al Cabildo la ampliación de las Vegas que delimitaban las tierras de cultivo "por haber aumentado la vecindad y no haber tierras bastantes para sementeras"; y en la misma fecha ya se había finalizado la construcción de la primera nave de la Iglesia de Nuestra Señora de Regla.
En el siglo XVIII se producen varios acontecimientos que provocan la descentralización del predominio social y político y religioso de Betancuria; así en 1708 se crearon las parroquias sufragáneas de Nuestra Señora de Regla en Pájara y Nuestra Señora de Candelaria en La Oliva, aunque hasta 1711 no fueron consagrados los templos como ayudas de parroquias, que llevó en el caso de Pájara aparejado la ampliación del templo, justificado por las necesidades demográficas de un valle en expansión agrícola y donde sin lugar a dudas, desde el siglo XVII, constituiría la primera ermita, eje dinamizador del disperso y dilatado desarrollo urbano, hasta que ya entrado en avanzado siglo XX, la presión poblacional y el nuevo modelo político distorsionan el protagonismo que durante siglos mantuvo la iglesia en la trama urbana de una pequeña capital de municipio, sobre todo con la construcción de varios edificios municipales en la década de 1970, que por su proximidad y altura interfieren en la contemplación de la referida ermita.